# Moritz Julius Binder
Moritz Julius Binder (* 17. März 1877  in Stuttgart; † 8. Januar 1947) war ein deutscher Kunsthistoriker, Museumsleiter und Kunstsammler.

## Leben

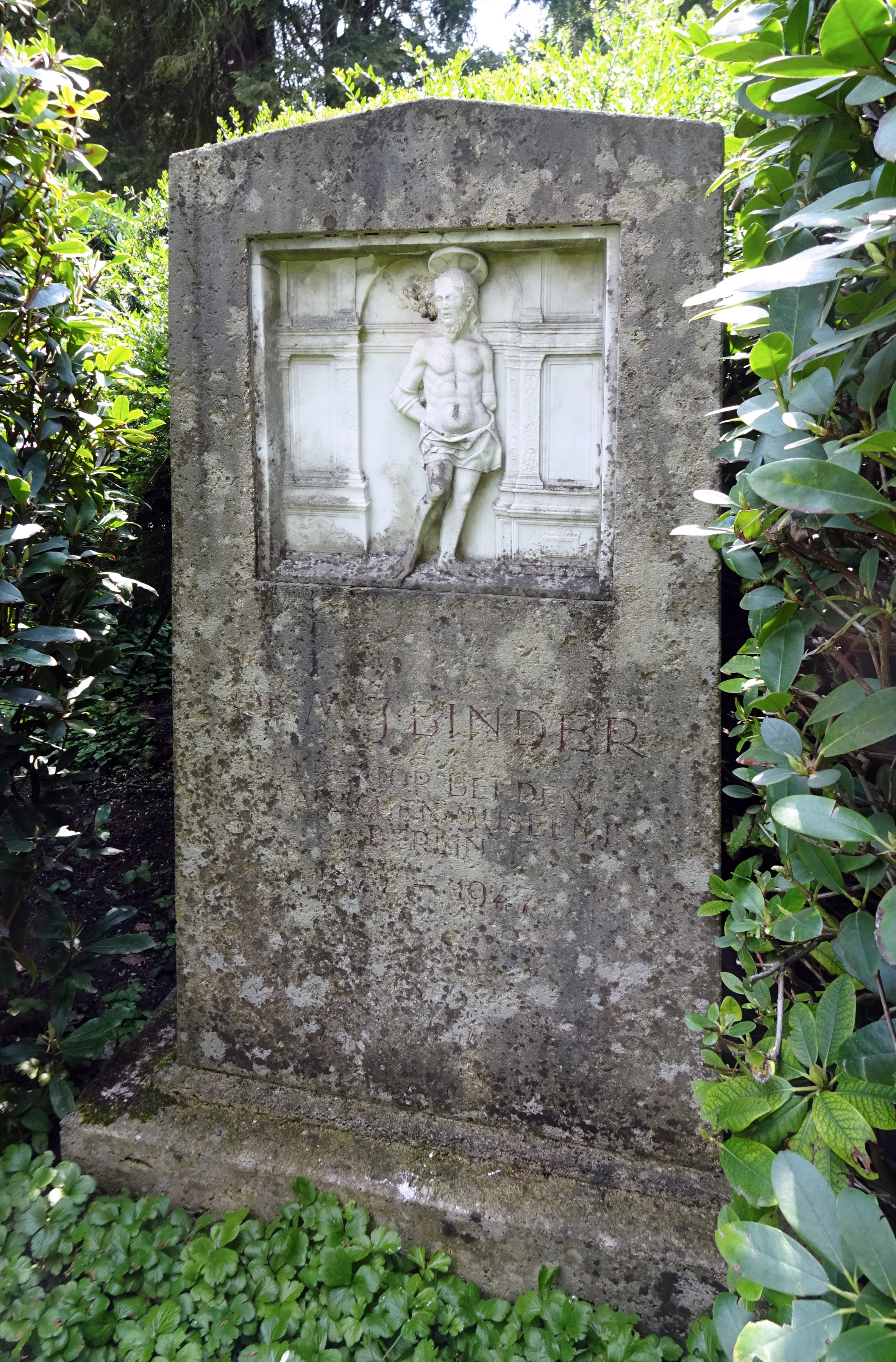
M. J. Binder
Direktor bei den staatlichen Museen in Berlin (1877–1947), auf dem Nordfriedhof in Düsseldorf

Moritz Julius Binder wurde als Sohn des Fabrikanten Adolf Binder und seiner Frau Clothilde, geb. Bichler-Roell, geboren. Nach dem Besuch des Realgymnasiums studierte er Musik am Konservatorium in Wien. Kurzzeitig übernahm er danach die familiäre Firma für Spezialwerkzeuge für Sattler und Raumausstatter in Stuttgart. Nachdem er 1905 das Abitur nachgeholt hatte, studierte er Kunstgeschichte in Berlin, Wien und Tübingen. Binder stand in intensivem Kontakt zum Mainzer Domkapitular und Kunsthistoriker Friedrich Schneider, der ihn förderte. Binder war auch schon früh als Kunstsammler aktiv. Zu den Schwerpunkten seiner Sammlung gehörten kleinere Skulpturen aus dem Mittelalter und der Renaissance sowie niederländische Malerei des 16. und 17. Jahrhunderts.
1908 wurde Binder in Tübingen mit einer Dissertation über Jan van Scorel promoviert und arbeitete anschließend im Frankfurter Städel als Direktionsassistent. Von 1910 bis 1912 war Binder Mitarbeiter und Assistent von Wilhelm von Bode im Berliner Kaiser Friedrich Museum. Im Oktober 1912 wurde er dann Mitarbeiter im Berliner Zeughaus, wo er schon im März 1913 den Posten des Direktors übernahm, den er fast 20 Jahre innehatte. Im Gegensatz zu seinen Vorgängern war Binder kein hoher Militär und setzte in seiner Museumspolitik daher auch seine Schwerpunkte im kulturgeschichtlichen Bereich, wofür er aus rechten Kreisen kritisiert wurde. Die „Berliner Börsenzeitung“ meinte dagegen zu Binders 50. Geburtstag, dass die „Betrauung eines Kunstgelehrten mit diesem Posten eine für die Zwecke gerade des Zeughauses höchst glückliche Wahl war“.
Aufgrund des nationalsozialistischen Gesetzes zur Wiederherstellung des Berufsbeamtentums wurde Binder am 21. August 1933 aus dem Staatsdienst entlassen. Seine Nachfolge übernahm Konteradmiral a. D. Hermann Lorey. Er beriet den Berliner Kunsthändler Johannes Hinrichsen, bei dem auch Hermann Göring Kunstankäufe tätigte und gab zu verschiedenen Zwecken Expertisen ab. Im Zweiten Weltkrieg wurde Binder nach Weinstadt-Beutelsbach in das Landgut Burg evakuiert.
Seine Kunstsammlung erbte Margareta Henriette Breuer (1905–1994), Sekretärin des Berliner Georg-Bondi-Verlages, dessen Eigentümer Helmut Küpper mit Binder befreundet war. Die Sammlung Binders fiel 1948 dem Düsseldorfer Museum Kunstpalast zu.

## Veröffentlichungen (Auswahl)
- Das Ansbacher Kelterbild. In: Blätter für Gemäldekunde Jg. 3, 1906, S. 61–64.
- Ein byzantinisch-venezianisches Hausaltärchen. In: Studien aus Kunst und Geschichte. Friedrich Schneider zum siebzigsten Geburtstage gewidmet von seinen Freunden und Verehrern. Herder, Freiburg i.Br. 1906, S. 501–505.
- Das Ansbacher Kelterbild. In: Blätter für Gemäldekunde Bd. 3, 1906/07, S. 61–64 (Digitalisat).
- Studien zur Entwicklungsgeschichte des Malers ‘Jan Scorel‘, Tübingen 1908 (Dissertation).
- Die Sammlung Heinrich Kaven, Berlin-Grunewald, o. O.: Imberg & Lefson 1909.
- zusammen mit Wilhelm von Bode: Frans Hals: Sein Leben und seine Werke, 2 Bde., Berlin 1914.
- Eine Flachlandschaft von Philips de Koninck. In: Der Cicerone Bd. 17, 1925, S. 468–469.
- Eine Neuerwerbung des Zeughauses. In: Berliner Museen Jg. 50, 1929, Heft 4, S. 75–77.